# Martin Vavrys
Martin Vavrys (* 5. května 1978 v Uherském Hradišti) je umělecký designer, malíř a sochař. Jeho otcem je český akademický malíř a ilustrátor Pavel Vavrys. Jeho matkou je malířka Marta Vavrysová. Dědečkem Martina Vavryse byl akademický sochař Evžen Macků – potomek českého malíře Josefa Mánesa.

## Stručný životopis
Martin Vavrys vyrůstal v prostředí ateliérů svých rodičů a tak se u něj umělecké nadání začalo projevovat již ve věku pěti let. . Do Prahy se přestěhoval spolu se svými rodiči v roce 1984 poté, co rodina Vavrysů získala dům v centru Prahy na Starém Městě v ulici V Kotcích 1023/12. . Martin Vavrys vstupoval na uměleckou školu již s malířskými technikami a znalostmi získanými v ateliéru svého otce. Soukromou střední uměleckou školu designu v Praze – Čakovicích  dokončil Martin Vavrys v roce 1997. (Na škole studoval v ateliéru u akademického malíře prof. Jaroslava Kláta.)
Kromě umělecké tvorby vede Martin Vavrys rodinnou galerii a také podniká.

## Charakteristika tvorby
Tvorba Martina Vavryse je převážně figurální. Umění by mělo představovat a sdělovat autorovy vnitřní pocity, vypovídat o prožívané současnosti zrcadlící se z umělcova podvědomí. Charakteristiku a malířský styl Martina Vavryse lze zařadit do kategorie lyrického expresionismu. Jejími atributy je dravá a hodně strukturovaná malba, která posléze přechází do hladkých ploch a jemných detailů. Reálné předměty, postavy a symboly prosvítají z četných fragmentů, které jsou umístěny na abstrahovaném pozadí. Výsledný dojem díla (a umělcovo sdělení) je komponován do mozaiky, kterou si divák skládá z chaosu rozehraného na plátně. Na velkoformátových malbách nalézá pozorovatel často opakující se objekty (v náznacích, torzech či polo–průsvitech): ženské či dívčí tváře, lidské oči, ruce (dlaně a prsty), také rovná a točitá schodiště nebo obdélné v prostoru se vznášející stupně (dlaždice), různě zprohýbané černobílé šachovnice, novinové útržky, článkovitá chapadla, květy a další symbolická zobrazení předmětů a osob.     

Ukázky z tvorby Martina Vavryse (sochy)
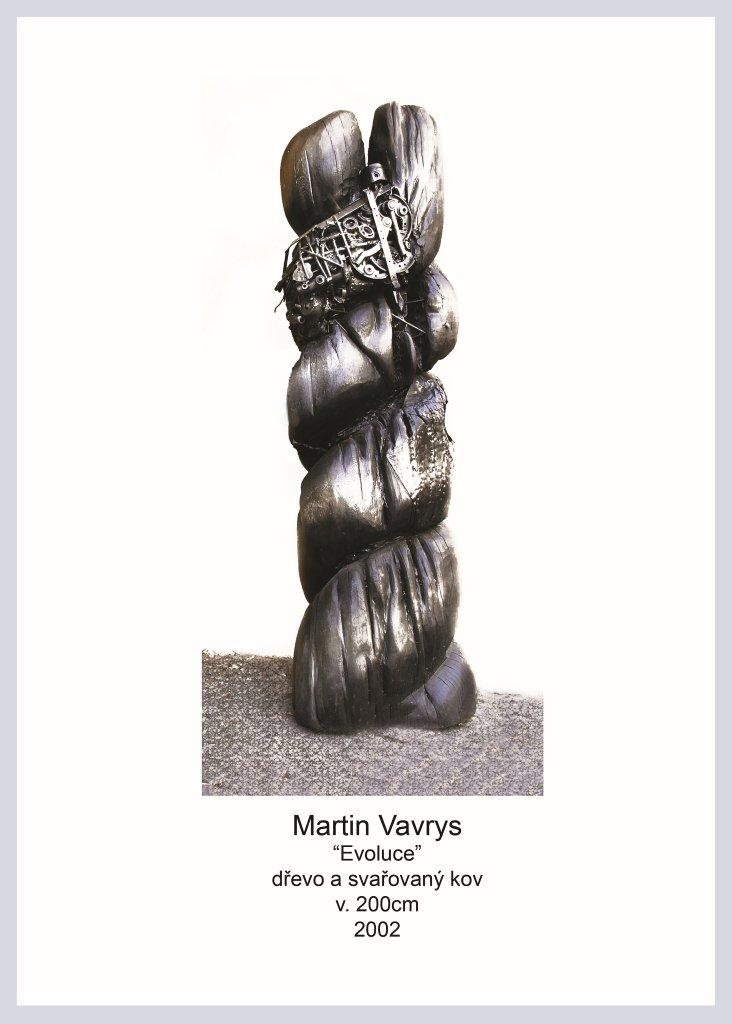
"Evoluce" (dřevo a svařovaný kov), rok: 2002, výška 200 cm
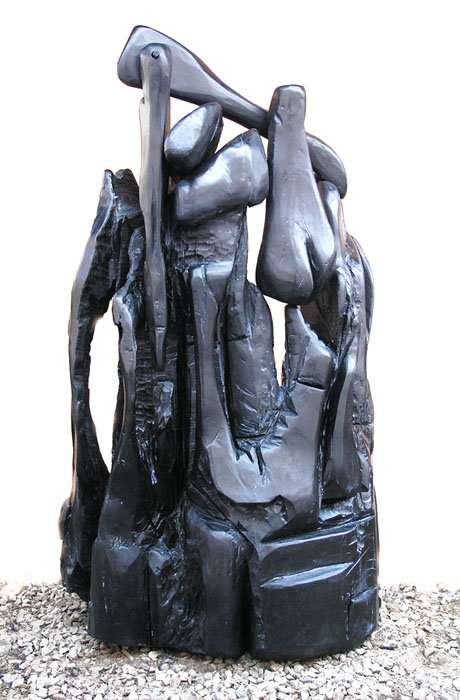
"Pramen poznání", rok: 2009, výška 170 cm

### Železné plastiky
Sochy (železné plastiky) tvořené svařováním většinou z kovových autodílů (přinesených ze sběrných surovin) sestavuje Martin Vavrys na venkově poblíž Prahy na dvoře u domu svých rodičů.

Ukázky z tvorby Martina Vavryse (železné plastiky)
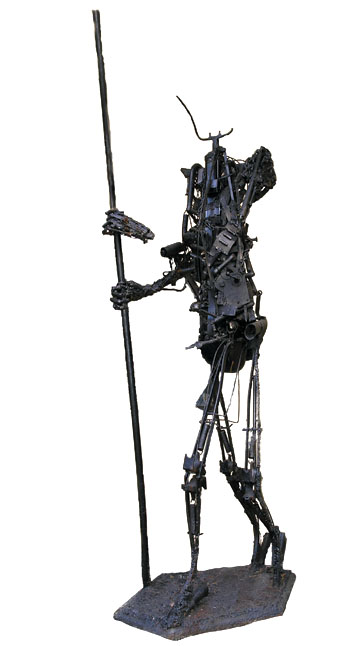
"Don Quijote", výška 260 cm
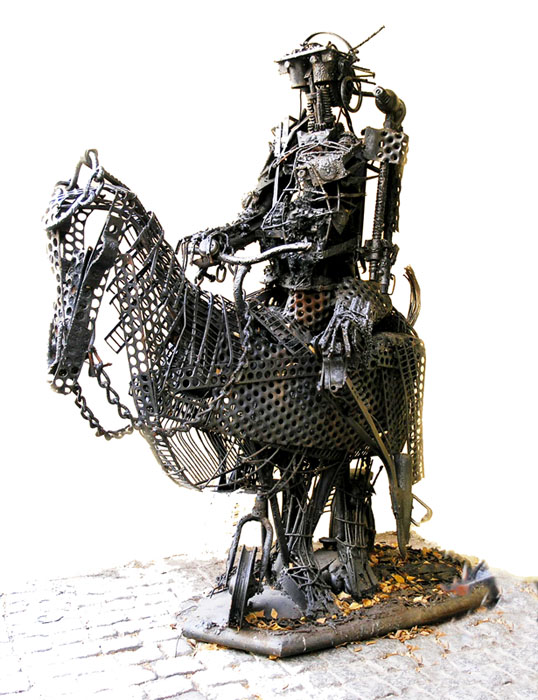
"Sancho Panza", výška 170 cm
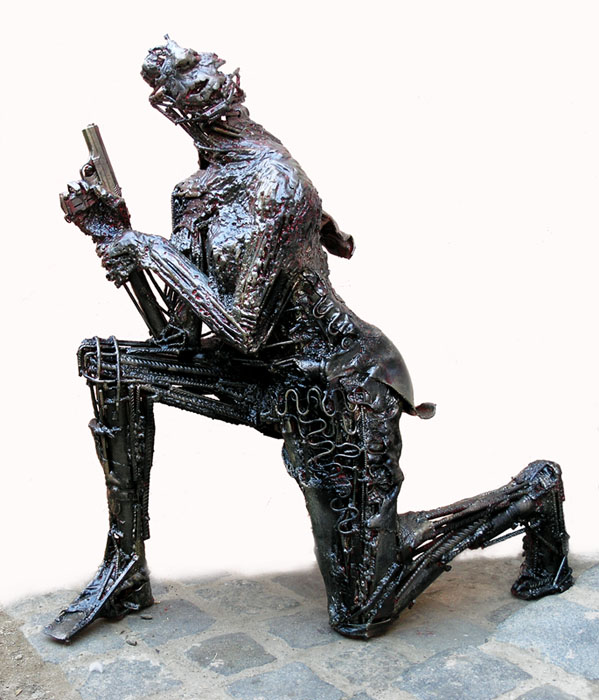
"Hrdinka z TV seriálu", výška 110 cm
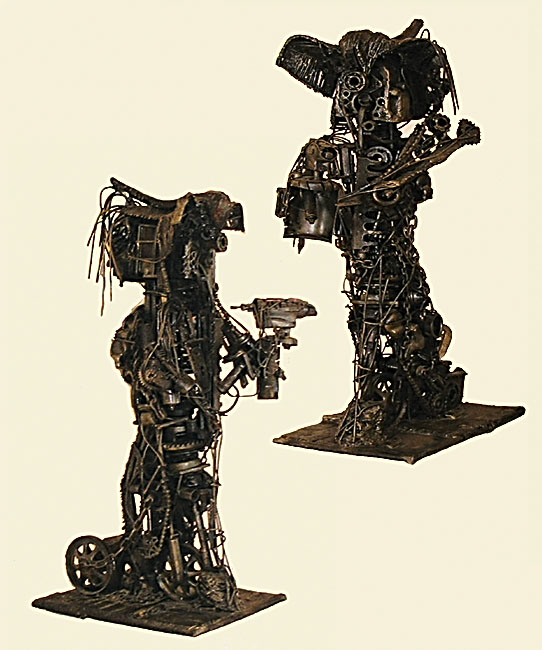
"Permoník", výška 110 cm
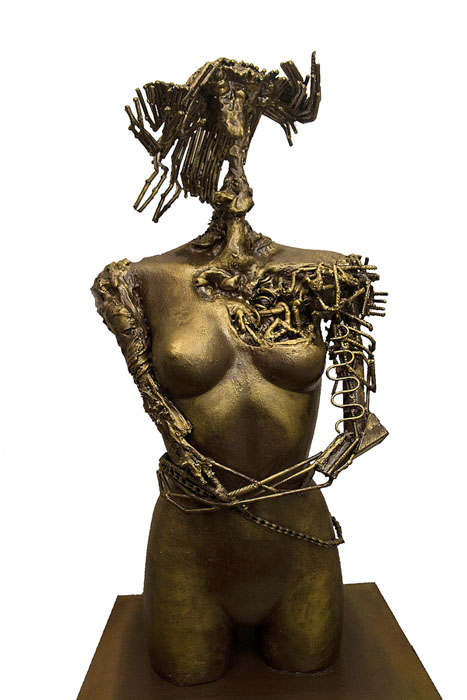
"Moderní žena", výška 190 cm
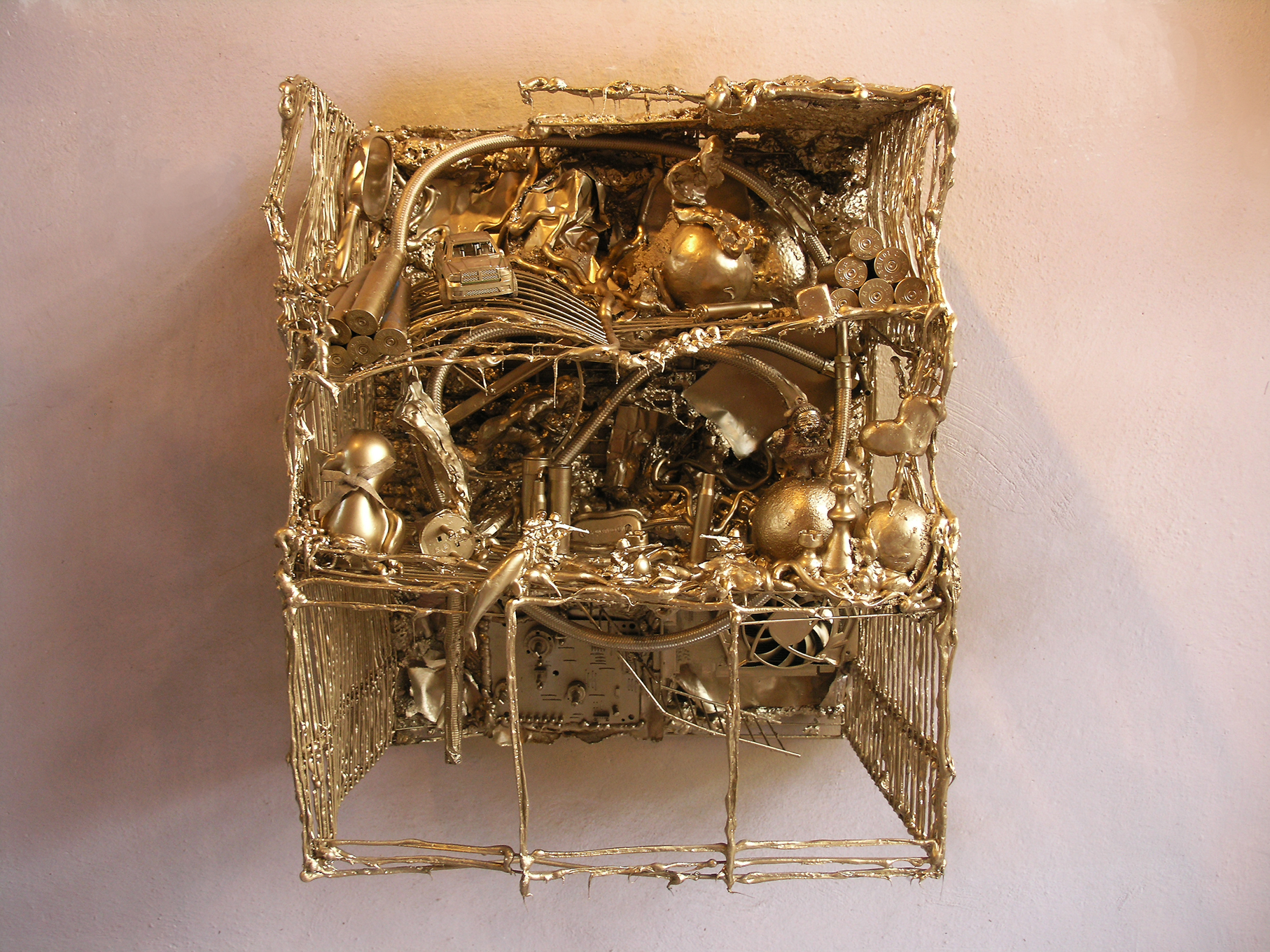
objekt zlaté barvy, rok: 2017

#### In memoriam 24. června 2021
Jako reakci na ničivé tornádo, které se prohnalo několika obcemi na pomezí Břeclavska a Hodonínska ve čtvrtek 24. června 2021 vytvořil Martin Vavrys plastiku s názvem In memoriam 24. června 2021. Železná plastika vysoká 250 cm je zkomponována z nejrůznějších nahodilých ocelových předmětů zachycených v pohybu tvořeném vírem tornáda. Tvorba plastiky zabrala tři týdny a autor je po dokončení věnoval obci Mikulčice. Za obec plastiku převzal starosta Josef Dvořáček s tím, že dílo bude instalováno ve vstupní hale místní radnice.

### Obrazy
Obrazy (ženské akty, krajinky i abstraktní témata) maluje v centru Prahy v Rytířské ulici v podkrovním obytném ateliéru, který si sám upravil.

Ukázky z tvorby Martina Vavryse (obrazy)
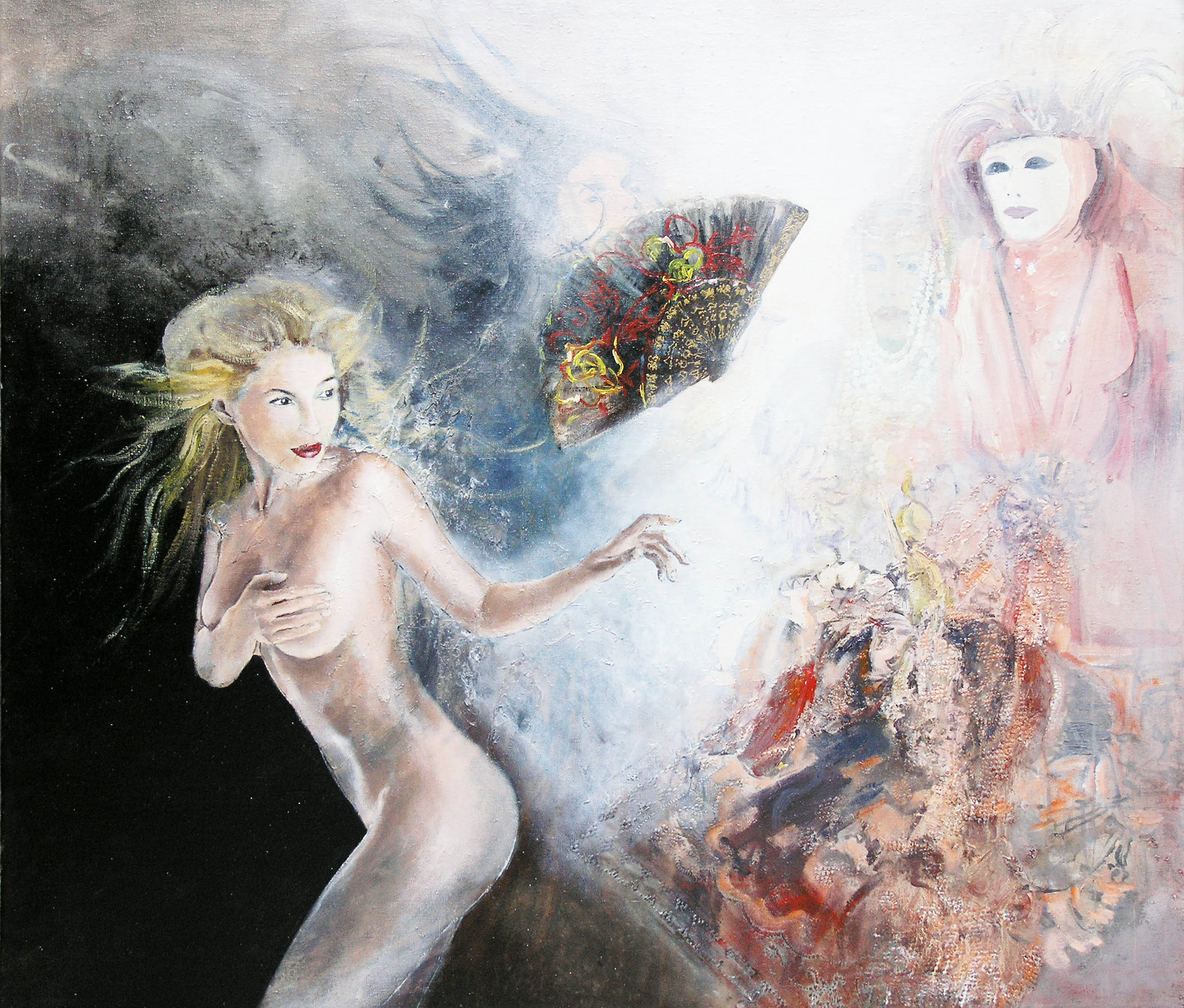
„Život - divadlo“, rok 2010, (130 cm × 150 cm)
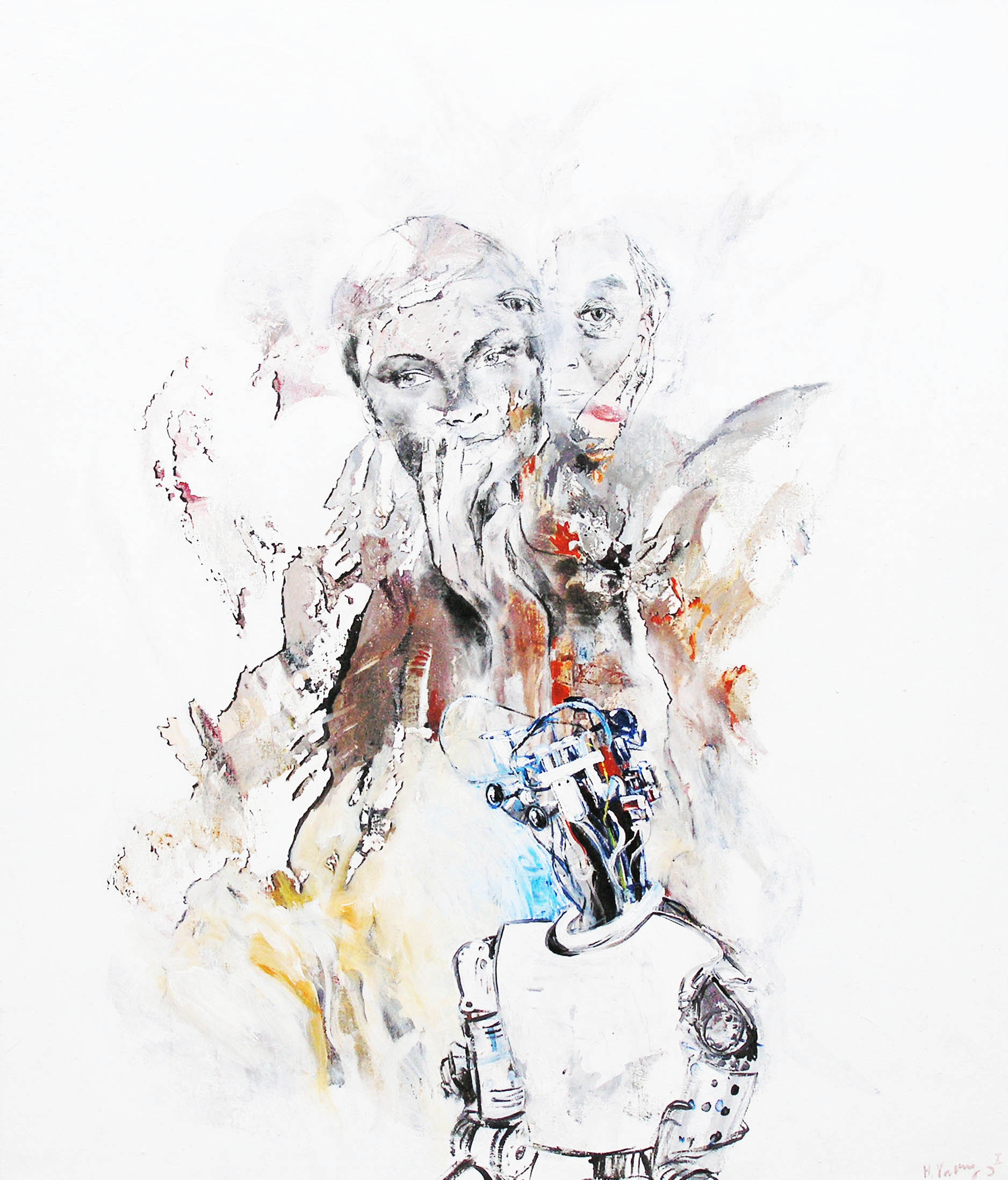
„Zamyšlení“, rok 2010, (130 cm × 90 cm)
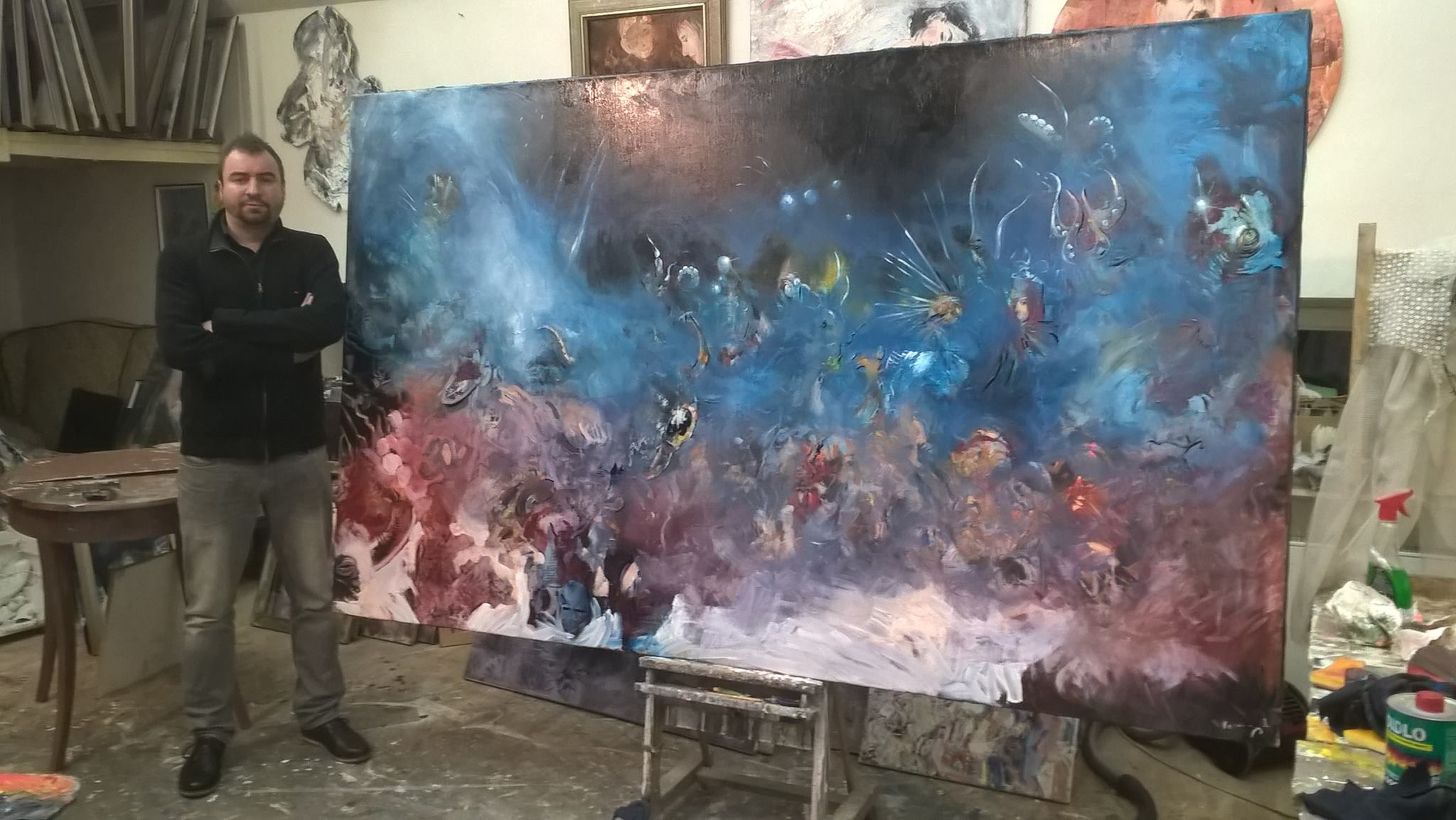
„Noční život“

### Cena Ď
Cena Ď je česká cena určená mecenášům a dobrodincům v oblasti kultury, charity, vědy, vzdělávání a morálních hodnot v ČR. Marin Vavrys pro cenu Ď každý rok maluje hlavní cenu "GRAND PRIX Ď", která se předává v Národním divadle v Praze na závěr finálové ceremonie udílení cen Ď mecenášům. Je také autorem loga ceny Ď (2010–2015).

### Realizace v architektuře
- 2004 – Pachtův Palác, Praha 1; obrazová výzdoba[2]
- 2007 – Barový pult “Retardér”, svařované železo, Bar Hoppallaaa, Praha 1[2]

## Samostatné a kolektivní výstavy (výběr)

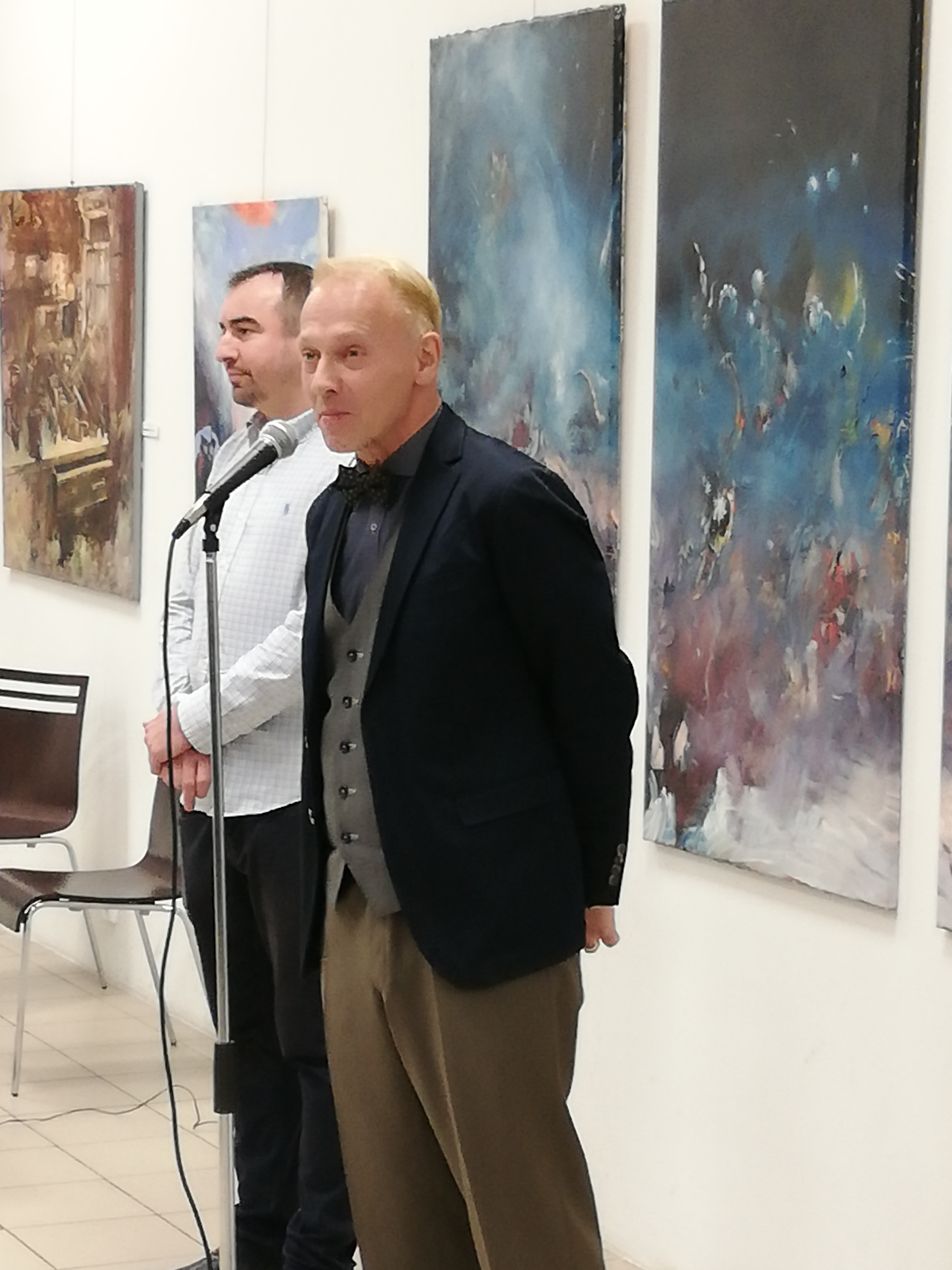
M. Vavrys a akad. malíř prof. Jaroslav Klát (u mikrofonu) na vernisáži děl M. Vavryse, listopad 2019

- 1994 – Galerie ART design, Praha 6
- 1994 – Galerie Vavrys, Praha 1
- 1995 – Strahovský klášter
- 1995 – Galerie Vavrys, Praha 1
- 1996 – Galerie Magnus, Praha
- 1996 – Galerie Vavrys, Praha 1
- 1996 – Arcibiskupské gymnázium, Praha 2
- 1997 – Kulturní centrum Spektrum, Praha 8 – Karlín
- 1997 – Sonnenberg, Německo
- 1999 – Divadlo Pod Palmovkou
- 1999 – Galerie Salva Guarda, Litoměřice
- 2000 – 1. Salon českých výtvarných umělců, Litoměřice
- 2001 – Galerie Zeman, Uherské Hradiště
- 2002 – 2. Salon českých výtvarných umělců, Litoměřice
- 2002 – Galerie Scarabeus, Praha
- 2002 – Národní zemědělské muzeum, Praha
- 2002 – Dům kultury Mikulčice, zahajoval Dr. S. Vičar
- 2003 – Městské divadlo, Zlín, zahajoval Dr. J. Baltus
- 2003 – „Železné příběhy“, Divadlo Bez zábradlí, Praha
- 2004 – „Železné příběhy“, Dvorana Galerie Platýz (kovové plastiky) a Galerie Vavrys, Praha
- 2005 – „Železné příběhy“, celoroční výstava soch v dvoraně Náprstkova muzea, Praha
- 2006 – Galerie Vavrys, Praha 1, zahajoval Dr. J. Baltus
- 2007 – Obecní dům, Dolní Bojanovice
- 2007 – Galerie Štukový sál, Mikulov, zahajoval Dr. J. Baltus
- 2007 – Bar Hoppallaaa, Praha 1, zahajoval Dr. S. Vičar
- 2008 – Bowling Štěrboholy, Praha (celoroční výstava)
- 2009 – Ruské kulturní centrum, Washington, D.C., USA, zahajoval president Eurasia Center Dr. Janco
- 2009 – 41. Filmový festival Oty Hofmana, Ostrov, zahajovali M. Šimáček a J. Gogola
- 2010 – Vltavotýnské výtvarné dvorky 2010, Městská galerie U Zlatého slunce, Týn nad Vltavou (České Budějovice), kolektivní výstava[6]
- 2010 – CITIBANK, Washington, D.C., USA
- 2010 – Městská galerie U Zlatého slunce (obrazy a sochy), Týn nad Vltavou, zahajoval Richard Langer
- 2010 – Galerie "36", České centrum Kyjev, Ukrajina, zahajovali A. Miluvzorov a R. Sedláček
- 2011 – Zvonice, Soláň
- 2012 – Malostranská beseda, Praha, zahajoval Ing. Pavol Škrak
- 2012 – Výstava kovových soch, Blues sklep, Liliová 10, Praha
- 2012 – Galerie "9", Praha 9, zahajoval akademický malíř Pavel Vavrys
- 2012 – Městská část Praha 1 uděluje 1. cenu (za sochu "Vědma") ve výtvarné soutěži pro mladé umělce do 35 let pro rok 2012
- 2013 – Vltavotýnské výtvarné dvorky 2013, Městská galerie U Zlatého slunce, Týn nad Vltavou (České Budějovice), kolektivní výstava[6][p 4]
- 2014 – Turistické centrum Velehrad
- 2014 – Pocta Bohumilu Hrabalovi, Staroměstská radnice, Praha
- 2015 – Blues Café, výstava obrazu, Praha 1 – Staré Město
- 2016 – Blues Sklep, výstava soch, Praha 1 – Staré Město
- 2017 – Galerie ABF, Česká stavební akademie, Praha 1
- 2018 – Národní kulturní památník, Slovanské hradiště v Mikulčicích, zahajoval Ing. Fr. Synek
- 2018 – Galerie Vavrys, výstava ke 100. výročí České republiky
- 2019 – Galerie Nadace ABF, Česká stavební akademie, Praha 1, Václavské náměstí, zahajoval akademický malíř Jaroslav Klát
- 2019 – Výstavní síň Antonína Navrátila – Nové sdružení pražských umělců, výběr z tvorby Maratina Vavryse, Praha 3
- 2021 – „Železné příběhy, Husova knihovna, Říčany
- 2023 – Dvorana Husovy knihovny, Říčany, venkovní instalace plastik "Železné příběhy"
- 2023 – Galerie Hess, Plzeň, „výběr z tvorby“, zahajovali paní Benešová, pan Suchý a pan Langer
- 2023 – Kulturní dům Fanoše Mikuleckého, Mikulčice, „výběr z tvorby“, autor daroval obci Mikulčice sochu tornáda s názvem In memoriam 24. června 2021; dílo převzal a k výstavě promluvil starosta Ing. J. Dvořáček)
- 2024 – Galerie Lapidárium, obrazy a plastiky, Praha 1 – Staré Město
- 2025 – Galerie Písecká brána, Praha 6 – Hradčany, Martin Vavrys – „Kam vede tvá cesta?“, výstava obrazů (a jedné plastiky), zahajoval Richard Langer

## Kolektivní katalogy
- 2010 – Vltavotýnské výtvarné dvorky 2010 (XVI. ročník)[6]
- 2013 – Vltavotýnské výtvarné dvorky 2013 (XIX. ročník)[6]

## Kolektivní pozvánky
- 2010 – Vltavotýnské výtvarné dvorky 2010 (XVI. ročník)[6]
- 2013 – Vltavotýnské výtvarné dvorky 2013 (XIX. ročník)[6]

## M. Vavrys ve slovníku
- 2008 – Slovník českých a slovenských výtvarných umělců 1950 – 2008 (XIX. V – Vik)[6]

## Ocenění
- 2012 – 1. místo v kategorii Výtvarné a užitné umění; Městská část Praha 1[2] v profesionální kategorii v Soutěži pro mladé umělce do 35 let pro rok 2012